# Polyalthia laddiana
Polyalthia laddiana är en kirimojaväxtart som beskrevs av Albert Charles Smith. Polyalthia laddiana ingår i släktet Polyalthia och familjen kirimojaväxter. Inga underarter finns listade i Catalogue of Life.